# チッカ・デーヴァ・ラージャ
チッカ・デーヴァ・ラージャ（Chikka Deva Raja, 1645年9月22日 - 1704年11月16日）は、南インドのカルナータカ地方、マイソール王国の君主（在位：1673年 - 1704年）。
その治世、マイソール王国はムガル帝国に臣従し、王国の領土は拡大され、バンガロールを封土として与えられた。また、王国を台頭していたマラーターの脅威から守り抜いたことから、マイソール王国の最も偉大な王とされる。

## 生涯
1673年2月11日、マイソール王ドッダ・デーヴァ・ラージャが死亡し、甥であるチッカ・デーヴァ・ラージャが王となった。
さて、それまでマイソール王国は在地の連合政権の性格を見せていたが、チッカ・デーヴァ・ラージャは王国の中央集権化を行った。これにより、王国はようやく威信を取り戻し、軍を増強して各地を征服した。
だが、同時にデカンでマラーター王国が台頭すると、その君主サンバージーと対立するようになった。チッカ・デーヴァ・ラージャはこれに対抗したが、1682年にはサンバージーはカルナータカ地方に侵攻してきた。
これ以降、マラーター勢力が本格的に侵入してくるようになると、チッカ・デーヴァ・ラージャは当時デカン戦争でサンバージーと戦っていたムガル帝国の皇帝アウラングゼーブに忠誠を誓った。
その後、マイソール王国は積極的に帝国軍に協力したため、1687年に帝国がタンジャーヴール・マラーター王国からバンガロールを奪った際、同地を封土として与えられた。だが、同年7月10日にチッカ・デーヴァ・ラージャはタンジャーヴール・マラーター王国に対し、このバンガロールの領土の対価として30万ルピーを支払い、同地を購入する形をとった（同月29日にはマイソールの旗を掲げた）。
1689年、マイソール軍はマラーター軍に味方するマドゥライ・ナーヤカ朝とその摂政であるマンガンマールに攻撃をかけ、その首都ティルチラーパッリを包囲した。
1700年、アウラングゼーブはチッカ・デーヴァ・ラージャの功績から、ラージャ・ジャガデーヴ（Raja Jagadev）の称号とカルナータカの支配者としての地位を認めた。また、ラージャ・ジャガデーヴの紋章とフィランギーも賜った。
1704年11月16日、チッカ・デーヴァ・ラージャは死亡し、息子のナラサー・ラージャ2世が王位を継承した。その死までにマイソール王国の領土は広域なものとなり、のち18世紀後半にハイダル・アリーとティプー・スルターンによってさらに広大な領土が確保された。

## ギャラリー
- マイソール王国の版図（1704年、チッカ・デーヴァ・ラージャの治世末）
- ハイダル・アリーの支配下における版図（1780年）